# San Martino di Taurianova
San Martino di Taurianova is een plaats (frazione) in de Italiaanse gemeente Taurianova.